# 波羅尼都
波羅尼都（維吾爾語：برهان الدين‎，拉丁维文：Burhan al-Din；—1759年），一译布拉呢敦，清朝新疆回部白山派首领，玛罕木特之子，霍集占之兄，又稱「大和卓」。波羅尼都为玛哈图木·阿杂木后裔，阿帕克和卓曾孙。玛哈图木·阿杂木出生在今乌兹别克斯坦境内，自称其先祖是麦地那人，故波羅尼都、霍集占兄弟为中亚河中地区人。

## 生平
清代初年，准噶尔汗国策妄阿拉布坦将白山派和卓后裔囚禁在伊犁，玛罕木特在伊犁生有两子：波羅尼都和霍集占。
乾隆二十年（1755年）五月，清军滅准噶尔部，定北将军班第释放被囚禁的波羅尼都和霍集占，命波羅尼都去天山南路招抚旧部。不久阿睦尔撒纳在原准噶尔地区发动叛乱，霍集占乘机从伊犁来到叶尔羌，劝说波羅尼都举兵自立。波罗尼都起初不愿随霍集占背叛清廷，说“（朝廷）恩不可负，即兵力亦断不能抗”。霍集占不听，遂自称“巴图尔汗”，并派人杀死副都统阿敏道，史称大小和卓之亂。
1758年秋天，定边将军兆惠統兵3000進攻葉爾羌，久攻不下，屯兵黑水河邊，稱為黑水營。1759年1月，清朝援軍到達，大破大小和卓軍。大小和卓分別撤至喀什噶爾和葉爾羌，清軍分兵直取葉爾羌和喀什噶爾，“共计收获贼众一万二千余人，军器二千余件，驼骡牛羊万余”。大小和卓又逃往巴達克山。
后来，巴達克山國王素勒坦沙在清朝的反复军事威胁下將二人杀害。
波羅尼都之子薩木薩克被奶妈逃居浩罕汗国，後來薩木薩克及其子張格爾又數度进入新疆策划起事。